# Derby City Rovers
El Derby City Rovers fue un equipo de fútbol de los Estados Unidos que jugó en la USL Premier Development League, la cuarta liga de fútbol más importante del país.

## Historia
Fue fundado en el año 2010 en la ciudad de Louisville, Kentucky con el nombre River City Rovers como uno de los equipos de expansión de la USL Premier Development League para la temporada 2011, la cual fue anunciada el 18 de noviembre del 2010.
Su primer partido lo disputaron ante el Akron Summit Assault el 19 de mayo del 2011, el cual terminó 0-0.
En mayo del 2014 el club cambió su nombre por el que tienen actualmente.
En julio de 2018 el club cierra operaciones tanto con su primer equipo como con su división juvenil, por lo que desaparece.

## Entrenadores
- Muhamed Fazlagic (2011-13)
- Tyrone Marshall (2014–)